# Жандармский полк
Жандармский полк (до 1815 года — Борисоглебский драгунский полк) — кавалерийская воинская часть Русской императорской армии, сформированная в 1803 году и упразднённая в 1861 году.

## История
19 марта 1803 года (опубликовано 16 мая) приказано из эскадронов, выделенных по одному от драгунских полков: Владимирского, Таганрогского и Нижегородского, дополненных рекрутами, сформировать 5-эскадронный Борисоглебский драгунский полк. Новый полк включён в состав Кавказской инспекции.
10 июня 1803 года полку пожалованы штандарты образца 1803 года (один белый с зелёными углами и четыре зелёных с белыми углами; шитьё и бахрома золотые).
6 мая 1806 года полк назначен в состав 19-й дивизии.
16 августа 1806 года 3-й эскадрон полка выделен на формирование Дерптского драгунского полка, взамен сформирован новый эскадрон.
12 октября 1811 года полк зачислен в 25-ю кавалерийскую бригаду (Нарвский, Нижегородский и Борисоглебский драгунские полки).
В августе 1812 года приказано полк перевести с Кавказа в Муром, куда полк выступил в сентябре.
27 декабря 1812 года приказано привести полк в состав 6 действующих и 1 запасного эскадронов.
27 августа 1815 года переименован в Жандармский полк (тогда же Житомирский уланский полк был переименован в Борисоглебский уланский полк). 
На Жандармский полк была возложена функция военно-полицейской службы при армейских частях (при гвардии в том же году был сформирован Гвардейский жандармский полуэскадрон), для чего подразделения полка прикомандировывались: три эскадрона — к Главной квартире 1-й армии, полтора эскадрона — к Главной квартире 2-й армии и штабам двух корпусов, её составлявшим, остальные полтора эскадрона разделены на команды при штабах Гренадерского, 1—6 корпусов и 2—4 резервных кавалерийских корпусов; 7-й резервный эскадрон оставался для подготовки пополнений и ремонтов лошадей для действующих эскадронов. При дальнейшей реорганизации корпусов соответственно переводились и команды полка.
1 июля 1817 года команда при штабе расформированного 8-го корпуса передана в Отдельный Литовский корпус.
1 июля 1830 года 3-й эскадрон от Главной квартиры 2-й армии, тогда же упразднённой, переведён в Главную квартиру 1-й армии.
5 мая 1834 года подразделения полка распределены: 1-й дивизион (1-й и 2-й эскадроны) — при Действующей армии, 2-й дивизион (3-й и 4-й эскадроны) и запасной эскадрон — при 1-й армии, 3-й дивизион (5-й и 6-й эскадроны), разбитый на команды — при штабах Гренадерского, 1—6 пехотных, 1—3 резервных и сводного кавалерийских корпусов.
23 декабря 1841 года приказано 2-й дивизион полка упразднить, запасной эскадрон причислить к 1-му дивизиону, 3-й дивизион переименовать во 2-й дивизион.
11 марта 1848 года запасной эскадрон упразднён, сформирован новый 3-й дивизион и резервный эскадрон.
15 октября 1850 года и 6 марта 1854 года Жандармскому полку пожалованы два простых штандарта.
В 1858 году принят новый штат полка, по которому 2-й и 4-й эскадроны в мирное время упразднялись и подлежали формированию только в военное время (таким образом 1-й и 2-й дивизионы полка в мирное время полагалось содержать одноэскадронными). 
К 1861 году полк состоял из 4 действующих и 1 резервного эскадрона. 1-й эскадрон состоял при Главной квартире 1-й армии, 5-й и 6-й эскадроны, разделённые на команды — при штабах Гренадерского, 1—6 армейских и сводного кавалерийского корпусов, 3-й и резервный эскадроны состояли при штабе полка в Киеве. Поскольку эскадрон и команды, состоявшие при штабах армии и корпусов, находились в полном подчинении и заведовании непосредственного войскового начальства, а не штаба полка, а эскадроны, состоявшие при штабе полка, никакой службы не несли, было принято решение о расформировании полка как единой части.
21 января 1861 года приказано Жандармский полк упразднить, из эскадронов полка сформировать: Жандармский № 1 эскадрон — при Главной квартире 1-й армии, Жандармский № 2 полуэскадрон — при штабе сводного кавалерийского корпуса, семь жандармских команд — при Гренадерском и 1—6 армейских корпусах (команды именовать — Жандармская команда (такого-то) корпуса); излишек офицерских и нижних чинов распределить по кавалерийским полкам. Штандарт 1-го дивизиона приказано передать в Жандармский № 1 эскадрон, а штандарт 2-го дивизиона сдать на хранение в Киевский арсенал.
В дальнейшем, в ходе реорганизации жандармских частей, были в 1887 году сформированы полевые жандармские эскадроны (к 1914 году — шесть).
21 марта 1914 года 2-му полевому жандармскому эскадрону, ведущему свою историю от 1-го эскадрона Жандармского полка, «в изъятие из закона» присвоено старшинство с 27 августа 1815 года — «времени учреждения впервые в нашей армии полевых жандармских частей» (дата переименования Борисоглебского драгунского полка в Жандармский полк).

## Боевые действия
Вскоре после сформирования Борисоглебский драгунский полк принял участие в действиях против горцев Кавказа. 4 декабря 1804 года участвовал в перестрелке при переправе через реку Большой Зеленчук. 2 мая 1805 года полк назначен в отряд генерал-лейтенанта Глазенапа для участия в отражении вторжения Сурхай-хана в Грузию. Со 2 июня полк поставлен на Кавказской линии.
В ходе войны с Персией 26 августа 1806 года часть полка назначена в состав отряда генерала Булгакова для похода на Баку, занятого 3 октября.
Во время войны с Турцией в 1808 году полк расположен у Саганлуга для охраны границы. Часть полка 17 ноября 1808 года участвовала в неудачном штурме Эривани.
В апреле 1809 года Борисоглебский драгунский полк встал на Кавказской линии. В 1812 году переведён в Европейскую Россию.
Во время войны с Турцией в декабре 1828 года 3-й и 6-й эскадроны Жандармского полка назначены в состав Действующей армии при Главной квартире в Яссах.

## Шефы полка
- 16.05.1803 — 21.09.1809 — генерал-майор Дехтерев, Владимир Семёнович
- 21.09.1809 — 19.05.1815 — полковник Шостак, Александр Ильич

## Командиры полка
- 21.05.1803 — 23.10.1806 — полковник Давыдов, Артемий Иванович
- 09.04.1807 — 28.02.1809 — подполковник (с 12.12.1807 полковник) Булгаков, Павел Сергеевич
- хх.хх.1809 — 14.04.1823 — подполковник (с 15.09.1817 полковник) Миронов, Иван Семёнович
- 16.05.1823 — 27.07.1831 — подполковник (с 20.01.1825 полковник) Гоярин, Михаил Герасимович
- 27.02.1832 — 10.09.1835 — полковник Парадовский, Александр Осипович
- 25.06.1837 — 19.04.1842 — полковник Кандиба, Тимофей Данилович
- 19.04.1842 — 11.03.1854 — полковник (с 01.09.1849 генерал-майор) Бевад, Фёдор Фёдорович
- 11.03.1854 — 09.11.1860 — полковник Трепов, Фёдор Фёдорович